# Секлак
Секлак (пол. Sekłak) — село в Польщі, у гміні Коритниця Венґровського повіту Мазовецького воєводства.
Населення — 98 осіб (2011).
У 1975-1998 роках село належало до Седлецького воєводства.

## Демографія
Демографічна структура станом на 31 березня 2011 року:
|          | Загалом | Допрацездатний вік | Працездатний вік | Постпрацездатний вік |
| -------- | ------- | ------------------ | ---------------- | -------------------- |
| Чоловіки | 55      | 14                 | 35               | 6                    |
| Жінки    | 43      | 8                  | 26               | 9                    |
| Разом    | 98      | 22                 | 61               | 15                   |